# Gleb Vladimirovič
Gleb Vladimirovič (rusky Гле́б Влади́мирович, okolo 987 – 9. září 1015), po křtu David, kníže muromský (okolo 1013 – 1015), syn kyjevského knížete Vladimíra I. (Svatého) od «bolgariny» (zřejmě se jedná o bulharskou carevnu, dceru vládce Volžského Bulharska).
Byl kanonizován spolu se svým bratrem Borisem Ruskou pravoslavnou církví jako strastotěrpec – svatý Boris a Gleb. Den jejich památky se vzpomíná 6. srpna (24. července podle starého kalendáře). Pohřbeni jsou ve Vyšgorodě. Boris a Gleb se stali prvními ruskými svatými, jejich svatořečení mučedníků-strastotrpitelů, je učinilo patrony ruských zemí a nebeskými pomocníky ruských panovníků.